# Царгуш Денис Ігорович
Денис Царгуш  (рос. Денис Игорьевич Царгуш, 1 вересня 1987, Гудаута, Абхазія) — російський борець вільного стилю, олімпійський медаліст, триразовий чемпіон світу, триразовий чемпіон Європи.

## Життєпис
Боротьбою почав займатися з 1996 року.
Виступав за борцівський клуб ЦСКА, Москва. Тренери — Іслам Калаєв, Анатолій Маргієв.

## Спортивні результати на міжнародних змаганнях

### Виступи на Олімпіадах
| Змагання                                   | Збірна | Вагова категорія          | Місце  |
| ------------------------------------------ | ------ | ------------------------- | ------ |
| Боротьба на літніх Олімпійських іграх 2012 | Росія  | вільна боротьба, до 74 кг | Бронза |

### Виступи на Чемпіонатах світу
| Змагання                        | Збірна | Вагова категорія          | Місце  |
| ------------------------------- | ------ | ------------------------- | ------ |
| Чемпіонат світу з боротьби 2009 | Росія  | вільна боротьба, до 74 кг | Золото |
| Чемпіонат світу з боротьби 2010 | Росія  | вільна боротьба, до 74 кг | Золото |
| Чемпіонат світу з боротьби 2011 | Росія  | вільна боротьба, до 74 кг | 11     |
| Чемпіонат світу з боротьби 2014 | Росія  | вільна боротьба, до 74 кг | Золото |

### Виступи на Чемпіонатах Європи
| Змагання                         | Збірна | Вагова категорія          | Місце  |
| -------------------------------- | ------ | ------------------------- | ------ |
| Чемпіонат Європи з боротьби 2010 | Росія  | вільна боротьба, до 74 кг | Золото |
| Чемпіонат Європи з боротьби 2011 | Росія  | вільна боротьба, до 74 кг | Золото |
| Чемпіонат Європи з боротьби 2012 | Росія  | вільна боротьба, до 74 кг | Золото |

### Виступи на Кубках світу
| Змагання                    | Збірна | Вагова категорія          | Місце  |
| --------------------------- | ------ | ------------------------- | ------ |
| Кубок світу з боротьби 2007 | Росія  | вільна боротьба, до 74 кг | Срібло |
| Кубок світу з боротьби 2009 | Росія  | вільна боротьба, до 74 кг | 5      |

### Виступи на інших змаганнях
| Змагання                                                  | Збірна | Вагова категорія          | Місце  |
| --------------------------------------------------------- | ------ | ------------------------- | ------ |
| Міжнародний меморіал Дейва Шульца 2006                    | Росія  | вільна боротьба, до 74 кг | Бронза |
| Чемпіонат світу з боротьби серед військовослужбовців 2006 | Росія  | вільна боротьба, до 74 кг | Золото |
| Всесвітні ігри військовослужбовців 2007                   | Росія  | вільна боротьба, до 74 кг | Бронза |
| Золотий Гран-прі з боротьби 2010 (Красноярськ)            | Росія  | вільна боротьба, до 74 кг | Золото |
| Гран-прі Іспанії з боротьби 2011                          | Росія  | вільна боротьба, до 74 кг | Золото |
| Золотий Гран-прі з боротьби 2012 (Красноярськ)            | Росія  | вільна боротьба, до 74 кг | Золото |
| Літня Універсіада 2013                                    | Росія  | вільна боротьба, до 74 кг | Золото |
| Всесвітні ігри бойових мистецтв 2013                      | Росія  | вільна боротьба, до 74 кг | Золото |
| Золотий Гран-прі з боротьби 2013 (Баку)                   | Росія  | вільна боротьба, до 74 кг | 7      |
| Турнір Яшара Догу 2015                                    | Росія  | вільна боротьба, до 74 кг | Золото |
| Гран-прі «Іван Яригін» 2016                               | Росія  | вільна боротьба, до 74 кг | 7      |
| Чемпіонат Росії з боротьби 2016                           | Росія  | вільна боротьба, до 74 кг | Срібло |

### Виступи на змаганнях молодших вікових груп
| Змагання                                       | Збірна | Вагова категорія          | Місце  |
| ---------------------------------------------- | ------ | ------------------------- | ------ |
| Чемпіонат світу з боротьби серед юніорів 2007  | Росія  | вільна боротьба, до 74 кг | Золото |
| Чемпіонат Європи з боротьби серед кадетів 2004 | Росія  | вільна боротьба, до 63 кг | Золото |